# La vida es sueño (ópera)
La vida es sueño es una ópera de cámara en tres actos y un epílogo, con música del compositor Juan Pablo Carreño y libreto del escritor Iván Olano Duque, adaptación libre de la obra de teatro de Pedro Calderón de la Barca. La ópera nació en colaboración con Valentin Tournet, violagambista y director titular de la orquesta parisina de instrumentos de época La Chapelle Harmonique.

## Estreno
El estreno mundial de la ópera La vida es sueño fue el 9 de junio de 2023 en Alcalá de Henares, España. El estreno en América Latina fue el 21 de julio de 2023 en Bogotá, Colombia.
Estas representaciones (con dos fechas en cada ciudad) fueron una coproducción del Teatro Mayor Julio Mario Santo Domingo (Colombia), el Festival Iberoamericano del Siglo de Oro de la Comunidad de Madrid – Clásicos en Alcalá (España), y la orquesta La Chapelle Harmonique (Francia).
El director musical fue Valentin Tournet (Francia) y el director escénico fue Alejandro Chacón (Argentina).

## Sinopsis
Un hombre pasa toda su vida encadenado en una torre, como una fiera, en medio de un bosque. Sólo conoce a su carcelero, quien le enseña sobre el mundo, pero le oculta el motivo de su cautiverio: él es el príncipe heredero de un gran reino, y su padre, el rey, lo encerró al nacer por temor a una profecía según la cual su hijo sería cruel y se levantaría en su contra. Un día, ya viejo, el rey decide verificar la profecía y ordena que lleven al príncipe dormido a palacio. Entre tanto, una enigmática extranjera irrumpe en la historia. Los distintos sueños se entrecruzan y el colapso es inminente.

## Personajes
| Personajes                   | Tesitura                                  | Elenco del estreno, 9 de junio de 2023 Director: Valentin Tournet |
| ---------------------------- | ----------------------------------------- | ----------------------------------------------------------------- |
| Segismundo, príncipe         | tenor                                     | Diego Godoy                                                       |
| Rosaura, extranjera          | Soprano                                   | Paula Mendoza                                                     |
| Basilio, rey                 | Tenor                                     | César Gutiérrez                                                   |
| Clotaldo, viejo              | Barítono                                  | Ernesto Morillo                                                   |
| Clarín, gracioso             | Mezzosoprano                              | Paola Leguizamón                                                  |
| Soldados, cortesanos, pueblo | Coro: Soprano Mezzosoprano Tenor Barítono | Carmen Arrieta Yeraldín León Acosta Íñigo Santacana Manuel Pico   |

## Instrumentación
Consort de vientos:
- Cornetto
- Shawm
- Sacabuche
- Dulcián

Consort de violas de gamba:
- Dessus de viola
- Tenor de viola
- Bajos de viola

Bajo continuo:
- Clavecín o órgano
- Tiorba
- Violone

Percusión

## La adaptación
La obra original de Calderón de la Barca está dividida en tres jornadas (la primera tiene 8 escenas, la segunda 19 y la tercera 14), con más de 3300 versos en total. La adaptación a la ópera de Iván Olano Duque tiene menos de la mitad de la extensión de la obra original; consiste también en tres jornadas (tres actos), pero la primera jornada tiene sólo 4 escenas, la segunda tiene 5 y la tercera tiene 3. Se incluye, además, un epílogo. 
En el prólogo al libreto, publicado por la Editorial Devenir (Madrid, 2023), Iván Olano Duque escribió:  

En La vida es sueño de Calderón de la Barca hay dos curvas narrativas fundamentales que se cruzan y dialogan, pero aun así son independientes: la de Segismundo y la de Rosaura. La primera es el núcleo de la obra, la que tiene las escenas y momentos verbales más icónicos. La segunda es la que nos descubre la trama (Rosaura es la viajera que en un principio cae rodando como en un sueño y nos conduce a la torre), tiene un propósito previo (a diferencia de Segismundo que es una víctima de las circunstancias y sólo construye al final un propósito) y puede entenderse, por tanto, como el impulso que conduce la obra de principio a fin.
La adaptación debía partir del análisis de estos dos arcos narrativos y sus correspondencias, para aislar lo esencial (lo que carga con el peso de la trama, da fuerza a la obra y tiene más resonancias filosóficas y literarias) de todo aquello que es accesorio y responde a las convenciones de la época y el género. Esto era necesario por las limitaciones materiales a las que se aludió antes: el proyecto de una ópera de cámara implicaba un número reducido de solistas, de personajes, y un tiempo en escena significativamente menor al de la obra original.

Más adelante, dice:

En el texto y la música era conveniente subrayar las transformaciones de cada personaje, de qué modo su carácter y expectativas cambian en función de las circunstancias. Decir que aquello que llamamos realidad puede ser un sueño significa enfatizar la contingencia, casi la irrealidad permanente de todo destino humano. Todo es siempre susceptible de cambiar. El que es hoy un recluso puede despertarse, mañana, como príncipe heredero; el carcelero cruel puede ser, de repente, el más lisonjero y cortés de los hombres; los ricos y hasta el mismo rey pueden descubrir en cualquier momento que son el resultado de una arbitrariedad, que carecen de legitimidad, que su reino es un sueño frágil y pasajero. Segismundo descubre antes que nadie esta fragilidad de la experiencia humana, pero todos, en la obra y en el público, la intuimos en algún momento. Las simetrías, las repeticiones, los cambios e interrupciones del texto y la música intentan reflejar esto.

## La orquesta
El ensamble La Chapelle Harmonique fue fundado por Valentin Tournet en 2017, de la reunión de un coro y una orquesta con instrumentos de época barroca. Su repertorio, enfocado principalmente en la ópera barroca, abarca desde polifonías renacentistas hasta el Barroco del Siglo de las Luces.  
Entre los proyectos del ensamble para los próximos años está el inicio de un ciclo de Bach y varios trabajos en torno al Siglo de Oro español, entre los que tendrá gran protagonismo Joan Cererols (1618-1680) y sus misas catalanas con coros dobles y triples.  
Recientemente presentaron un espectáculo con las fábulas de La Fontaine en el teatro de Versalles, y grabaron la ópera ‘Les Paladins’, de Rameau, para el sello Chateau de Versailles.  

## Recepción crítica
Tras asistir al estreno del 9 de junio de 2023 en el Festival Iberoamericano del siglo de Oro - Alcalá de Henares, el periodista Horacio Otheguy Riveira escribió en la revista Culturamas: «en escena respiran, actúan, cantan dentro de un ámbito barroco en el que los espectadores nos sentimos cómplices; desde tiempos muy lejanos nos alcanza un oleaje de pasiones cercanas, ya que, gracias a la magia de la música y sus voces, se tornan calderonianos en su intensidad filosófico-poética, y contemporáneos en la vibrante interpretación de los jóvenes creadores Iván Olano Duque en el texto, y Juan Pablo Carreño en la partitura». Y junto a varias fotografías del estreno, agregó: 
- La orquesta francesa a pie de escena, ante un joven director, Valentin Tournet, plenamente integrado en la acción dramática.
- Lucha interior-exterior de Segismundo, nuestro Hamlet por excelencia, en una excepcional interpretación del tenor Diego Godoy. Detrás, una tormenta perfecta, parte de un muy atractivo espacio escénico ideado por Carolina González.
- En primer plano, uno de los aciertos más aplaudidos: la creación de Clarín por la mezzo colombiana Paola Leguizamón. A su lado, los alcalaínos Íñigo Santacana y Manuel Pico, en notables intervenciones.
- Brillante e ingenioso, el diseño de vestuario corresponde al maestro —tantas veces aplaudido— Lorenzo Caprile.

Por su parte, el crítico musical Emilio Sanmiguel escribió en el diario El Nuevo Siglo tras asistir a la segunda representación en Bogotá, el 22 de julio de 2023, en el Teatro Mayor Julio Mario Santodomingo: "Las expectativas eran enormes. Primero, por el antecedente de Carreño en el lenguaje muy audaz y, en el buen sentido de la palabra, grandilocuente de su monumental “Misa por la reconciliación” (2019) de la Catedral Primada de Bogotá y, de contera por la manera como Olano, un escritor y músico políticamente comprometido, abordaría el libreto". Y agregó: 

Carreño, podría decirse, se jugó la vida. Cuando con absoluta seguridad, una fracción del público conocedor esperaba que todo se desarrollara en el lenguaje habitual de la ópera contemporánea, a la manera, por ejemplo de Thomas Adès o John Adams, ha preferido seguir su instinto que le ha indicado una especie de neo-barroco contemporáneo, que por momentos se aproxima al Monteverdi del “Retorno de Ulises” en el manejo de un ambicioso “recitativo” y a la estructura de la ópera barroca francesa, particularmente Rameau, en la manera de insertar pasajes orquestales para enmarcar ciertos episodios del original.